# Moor-Birkenpilz
Der Moor-Birkenpilz (Leccinum holopus) ist eine Pilzart aus der Familie der Dickröhrlingsverwandten. Er ist in Mitteleuropa selten und kommt vor allem in Mooren und Feuchtgebieten vor.

## Merkmale

### Makroskopische Merkmale
Der halbkugelige, später polsterförmige und schließlich flache Hut misst in der Breite 3–7 cm. Er hat eine weißlich-creme bis grünlich oder bläulich Farbe. Die Huthaut ist fein samtig beschaffen, bei feuchter Witterung jedoch schmierig. Die 5–12 mm langen Röhren auf der Hutunterseite sind rings um den Stiel ausgebuchtet und besitzen die gleiche Farbe wie der Hut. Die Röhrenmündungen bzw. Poren fallen mit 0,5–1 mm relativ klein aus. Das Sporenpulver ist zimtbraun. Der keulenförmige, 5–7(–10) cm lange und bis zu 2 cm dicke Stiel hat eine weiße bis gräuliche Farbe und verfärbt sich auf Druck grünlich. Im Alter bilden sich auf der Stielrinde blassbraune Schuppen. Das anfangs weiche Fleisch wird im Alter weicher. Es ist weiß und zeigt schwach grünliche Töne, im Anschnitt verfärbt es weiter ins Grüne. Der Geruch ist unauffällig, der Geschmack ist mild bis säuerlich.
Auf Eisen(II)-sulfat reagiert das Fleisch mit graugrüner Färbung. Mit Formalin zeigt es zunächst keine Reaktion, verfärbt sich aber nach 1–2 Minuten fleischfarben rosa.

### Mikroskopische Merkmale
Die Sporen messen 15–21 × 5–7 Mikrometer.

## Artabgrenzung
Ähnlich sieht der Weiße Birkenpilz (Leccinum albellum) aus, der jedoch in Eichenwäldern auf trockenem Untergrund zu finden ist.

## Ökologie und Verbreitung
Der Moor-Birkenpilz bildet mit Birken Mykorrhiza, er ist dabei auf feuchte Böden angewiesen. Ideale Lebensräume bieten deshalb Moore, die jedoch in Mitteleuropa in den letzten Jahrzehnten stark im Rückgang begriffen waren. Unter anderem deshalb ist der Moor-Birkenpilz in Deutschland, Österreich und der Schweiz sehr selten und schützenswert. In Nordamerika ist er von Alaska bis Michigan anzutreffen, das Verbreitungsgebiet deckt sich hier offenbar mit dem der Papier-Birke (Betula papyrifera). Zu finden ist der Pilz zwischen Juni und Oktober.

## Systematik
Für den Moor-Birkenpilz wurden folgende Varietäten beschrieben:
- Leccinum holopus var. americanum A.H. Sm. & Thiers 1971 (= Leccinum holopus)
- Leccinum holopus var. holopus (Rostk.) Watling 1960
- Leccinum holopus var. majus (Singer) Singer 1966
- Leccinum holopus var. nucatum (Lannoy & Estadès) Klofac 2007 (= Leccinum holopus)

## Bedeutung
Der Moor-Birkenpilz ist ein mittelmäßiger Speisepilz, der jung vor allem als Mischpilz verwendet werden kann. In Anbetracht seines Seltenheitswertes in einigen Gebieten sollte man jedoch abwägen, ob der Speisewert das Pflücken des Pilzes rechtfertigt.